# Oncometopia herpes
Oncometopia herpes är en insektsart som först beskrevs av Victor Antoine Signoret 1855.  Oncometopia herpes ingår i släktet Oncometopia och familjen dvärgstritar. Inga underarter finns listade i Catalogue of Life.